# Пюси
Пюси (французское произношение: [pysi]) — деревня в коммуне Ла-Лешер кантона Мутье департамента Савойя Франции. Бывшая коммуна (до 1972 года). Расположен на восточном склоне Мон-Беллахат над левым берегом Изера, в 9 км (5,5 милях) к северо-западу от Мутье. Название происходит от римского личного имени Pussius, владельца места в римскую эпоху.

## География
Площадь деревни составляет 18 км² (6,8 кв. мили).

## История
В 1669 году перестроена церковь, посвященная святому Иоанну Крестителю.
В 1972 году Пюси и другие небольшие деревни были объединены в административную единицу — коммуну Ла-Лешер.
Коммуна Пусси была преобразована в Ла-Лешер постановлением префектуры 30 июня 1972 года, объединившись с коммунами Селлье, Дуси, Навес, Нотр-Дам-де-Бриансон и Пети-Кер.

## Население
В 1561 году население было зарегистрировано 1455 человек, 548 в 1776 году и 276 в 1979 году.